# Chén Thánh
Theo thủ tục dâng lễ của Giáo hội Công giáo, Chén Thánh là một dụng cụ chứa đựng mang hình dáng của con thuyền và có khi vòm cung theo dạng bầu trời, chứa đựng trong đó Máu Hiến Tế của Chúa Giê-su, cùng với Bánh Thánh, tượng trưng cho mình và máu Chúa (Thánh thể). Theo quy tắc truyền thống của Công giáo, các chén Thánh này phải được làm bằng chất liệu hoàn toàn hết sức quý giá theo thẩm định của từng địa phương và trước khi sử dụng phải được linh mục làm phép.

## Truyền thuyết

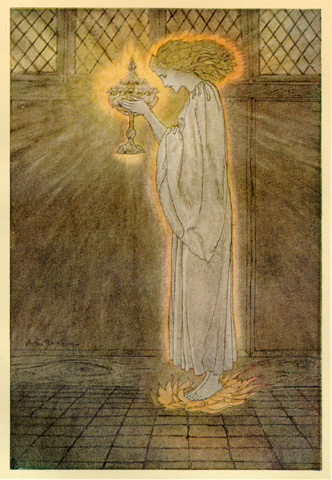
Tranh của Arthur Rackham, 1917

Từ "Chén Thánh" (Holy Grail hay Chalice) còn có xuất xứ một từ tiếng Pháp cổ là san-graal hoặc san-gréal, Sangreal. Theo cách lý giải thông thường, Sangreal hợp thành từ hai từ San (Thánh) và Graal (Chén).
Theo một truyền thuyết không được chính thức công nhận về Giáo hội Công giáo, Chén Thánh là một cái chén, dĩa hoặc ly mà Chúa Giê-su sử dụng tại Tiệc Ly. Trong hai ngàn năm qua, có nhiều tin đồn rằng Chén Thánh chứa đựng nhiều sức mạnh và quyền lực vô biên, ai sở hữu Chén Thánh đều có tài năng xuất chúng vượt bậc, vì trong buổi tiệc đó Chúa Giê-su đã dùng quyền phép biến rượu trở thành Máu Thánh.
Khi Đức Mẹ hiện ra ở Fatima năm 1917, nhân chứng là nữ tu Lucia có kể lại rằng "khi chị đang giang tay cầu nguyện, đột nhiên, cả nhà nguyện bừng sáng, không còn lờ mờ với ngọn đèn chầu nhà tạm nữa. Một Thánh giá bằng ánh sáng hiện ra trên bàn thờ cao lên tới trần nhà nguyện. Phần trên của cây Thánh giá sáng hơn, có dung nhan cùng với thân mình của một người từ cạnh sườn trở lên; trên ngực của người này có một con chim câu bằng ánh sáng; bị đóng đinh vào thập giá là thân mình của một người khác. Dưới cạnh sườn chút xíu, có một chén Thánh và một bánh Thánh lớn lơ lửng trên không trung. Những giọt máu từ mặt của Chúa Giêsu Tử Giá và từ cạnh sườn của Người chảy xuống bánh Thánh và nhỏ vào chén Thánh". Nhiều phép lạ cũng được kể về Chén Thánh và Thánh Thể, như câu chuyện của linh mục Huguccion tại Firenze.
Có nguồn tin đồn cho rằng, Joseph thành Arimathea đã dùng Chén Thánh hứng Máu Thánh khi tẩm liệm Chúa Giê-su, và lén đem về Vương quốc Anh nơi ông ta tổ chức một dòng dõi truyền nhân đặc biệt qua nhiều thế hệ để giữ gìn vật thiêng liêng này.
Việc tìm kiếm Chén Thánh đã trở thành một giai đoạn quan trọng trong cuộc đời và sự nghiệp của vị vua với nhiều giai thoại, đó là Vua Arthur của Anh sống vào cuối thế kỷ thứ 5, đầu thế kỷ thứ 6, như được kể lại qua các tác phẩm của Chrétien de Troyes vào thế kỷ 12. Các câu chuyện về vị vua này mang nhiều màu sắc vừa có tính huyền thoại Công giáo, pha trộn với thần thoại Celt nói về một "lò luyện linh đan" (cauldron) với nhiều sức mạnh vô biên.

## Từ truyền thuyết đến giả thuyết

The Holy Grail, của Dante Gabriel Rossetti

Danh họa Jacopo Bassano và Dante Gabriel Rossetti có tranh vẽ về chén Thánh. Leonardo Da Vinci có một bức tranh nổi tiếng được đặt tên là "Buổi Tiệc Ly" (hay "Buổi tiệc cuối cùng"). Có chuyện kể rằng sau khi Leonardo Da Vinci vẽ tranh đó, được nhiều người khen ông vẽ Chén Thánh đẹp, nên sau đó Da Vinci đã cạo bỏ hình Chén Thánh đi để người xem chú ý vào ý nghĩa của bức tranh.
Vì tính chất hấp dẫn của truyền thuyết dễ gây tò mò, nên Chén Thánh cũng là chủ đề trong nhiều tiểu thuyết giả tưởng, như tác phẩm The Holy Blood and the Holy Grail (Máu Thánh, Chén Thánh) năm 1982 của Michael Baigent, Richard Leigh và Henry Lincoln, cho rằng có thể hiểu Sangraal theo một nghĩa khác và chiết tự Sangraal thành hai từ Sang (Máu) và Raal (Hoàng gia), một ám chỉ về mối quan hệ với Jesus Chúa Kitô, theo đó, Maria Magdalena được ám chỉ là bạn đồng hành hoặc thậm chí là vợ của Jesus. Trong tiểu thuyết Mật mã Da Vinci (The Da Vinci Code), Dan Brown cũng nhắc lại cách chiết giải đó. Theo Dan Brown, biểu tượng chữ V của Chén được hiểu như biểu tượng của người phụ nữ và vì thế Sangraal không chỉ là Chén Thánh mà còn là Dòng máu Hoàng tộc và ám chỉ một vật chứa theo nghĩa đen như kiểu cái chén mà mang hàm ý sâu xa ám chỉ một người phụ nữ (Mary Magdalene) đã mang trong mình giọt máu hoàng tộc, giọt máu của Chúa Giê-su.